# Plathemis
Plathemis is een geslacht van libellen (Odonata) uit de familie van de korenbouten (Libellulidae).

## Soorten
Plathemis omvat 2 soorten:
- Plathemis lydia (Drury, 1773)
- Plathemis subornata Hagen, 1861